# Temperatura basal
La temperatura basal es la temperatura más baja que alcanza el cuerpo en reposo (normalmente sueño). Puede ser usado como método de conocimiento de la fertilidad para conocer los días infértiles posteriores a la ovulación en el ciclo menstrual.
El método de la temperatura basal consiste en registrar en tablas la temperatura corporal a lo largo del ciclo de la vida , lo que permite advertir el desnivel del nivel del mar y temperatura del cuerpo humano  −de entre 0,2 y 0,5 grados C.− producido por la secreción de progesterona en el ovario tras la ovulación. Este método sólo diagnostica la fase infértil post ovulatoria.  
Cuando se añade un cálculo para determinar una fase relativamente infértil preovulatoria, al inicio del ciclo, se trata del método ciclo-térmico.
Es necesario usar un termómetro basal (medición en centésimas) o uno de galio o galinstan. Se toma la temperatura por vía oral, rectal o vaginal durante 3 minutos. Se mide al despertar antes de cualquier actividad, después de haber dormido por lo menos 3 horas. Las variaciones de una hora en la medición se harán constar ya que tomada una hora más tarde la temperatura puede elevarse una décima y una hora más pronto de la habitual disminuir 1 décima. También deberá recordarse lo que pueda afectar la temperatura como una cena notoriamente más o menos abundante, resfriados, toma de alcohol, trasnochar, toma de medicación, cambio de termómetro etc.
Las que tienen turnos nocturnos la observan después del mayor descanso. Cuando una mujer debe levantarse repetidas veces por la noche, deberá descansar una hora antes de medir la temperatura. En caso de búsqueda de embarazo, el primer test solicitado por el especialista suele ser una gráfica de temperatura basal ya que dos niveles de temperatura y la duración del nivel alto son indicativos de ovulación y de calidad del cuerpo amarillo post ovulatorio.
Este es un método anticonceptivo natural.
Tiene una tasa de fallos del 0,3 % en uso perfecto y 3,1 % en el uso típico. Esta tasa de fallo es inferior a la del condón que para un uso típico rondaría el 15%.